# Marino Murillo
Marino Alberto Murillo Jorge (* 19. Februar 1961) ist ein kubanischer Politiker und  Wirtschaftswissenschaftler, Mitglied im Politbüro der PCC, Vizepräsident des Ministerrats sowie Mitglied des Staatsrats.

## Leben
Murillo studierte zunächst Wirtschaftswissenschaft (Abschluss: Licenciatura) und absolvierte später eine Kaderausbildung an der Militärhochschule Colegio de Defensa Nacional (CODEN). Im Gegensatz zu anderen, insbesondere der Mehrzahl der von Fidel Castro geförderten Führungspersönlichkeiten der nachrevolutionären Generation machte er keine klassische Parteikarriere im Jugendverband UJC und den verschiedenen Stufen der PCC, sondern gehört als Wirtschaftsexperte eher zum Politikertypus der von Raúl Castro favorisierten Technokraten. Murillo hatte über zwanzig Jahre Erfahrung in der staatlichen Wirtschaftsführung, bevor er in die erste Linie der kubanischen Politik berufen wurde: So war er unter anderem Direktor der Abteilung für Buchführung und Haushalt im Ministerium für die Nahrungsindustrie, Vizeminister für Wirtschaft und Planung und von 2006 bis 2009 Minister für Binnenhandel. 
Als im Zuge des Führungswechsels von Fidel zu Raúl Castro Letzterer schrittweise fast alle Kabinettsposten neu besetzte, wurde Murillo im März 2009 Nachfolger des damaligen Ministers für Wirtschaft und Planung, José Luis Rodríguez García. Zu diesem Zeitpunkt war die Situation der kubanischen Wirtschaft und der Staatsfinanzen nach den besonders schweren tropischen Wirbelstürmen des vorangegangenen Herbstes und der weltweiten Wirtschaftskrise bereits stark beeinträchtigt. Im folgenden Dezember wurde Murillo in den 31-köpfigen Staatsrat berufen. Ebenso wie Regierungschef Raúl Castro sprach Murillo vor kubanischen und internationalen Medien die aktuellen wie strukturellen Probleme der kubanischen Wirtschaft offen an und erwähnte beispielsweise die Notwendigkeit von Konsumeinschränkungen. In seiner Amtszeit als Wirtschaftsminister wurden zahlreiche Liberalisierungsmaßnahmen durchgeführt, die insgesamt auf eine Stärkung des privaten Sektors trotz hoher Besteuerung sowie eine Entlastung des staatlichen Sektors hinausliefen. Während der Sitzung des halbjährlich tagenden Parlaments, Mitte Dezember 2010, erläuterte Murillo mit demonstrativer Unterstützung des Staatspräsidenten den Abgeordneten (und der kubanischen Öffentlichkeit) an mehreren Sitzungstagen ausführlich die Vorstellungen der kubanischen Führung zu den wirtschaftspolitischen Veränderungen und stieg so endgültig zum allgemein wahrgenommenen Repräsentanten des neuen Wirtschaftskurses auf.
Im März 2011 wurde er vom Staatsrat von seinem Ministerposten entbunden, den sein bisheriger Stellvertreter, Adel Yzquierdo Rodríguez, übernahm, und erhielt stattdessen die Funktion eines oberhalb des Wirtschaftsministeriums angesiedelten Koordinators der Wirtschaftspolitik. Seine erste Aufgabe war die inhaltliche Vorbereitung des VI. Parteitags der PCC (April 2011) sowie die Überprüfung der praktischen Umsetzung der dort gefassten Beschlüsse zu den offiziell „Anpassungsmaßnahmen“ genannten Reformen des kubanischen Wirtschaftsmodells. Er behielt seinen Posten als Vizepräsident des Ministerrats. Auf dem Parteitag wurde er in das von 24 auf 15 Mitglieder verkleinerte Politbüro gewählt. 
Als Hauptverantwortlicher für den von Staatspräsident Raúl Castro zur Schicksalsfrage erklärten Umbau des kubanischen Wirtschaftssystems kommt Murillo innerhalb der kubanischen Staatsführung eine zentrale Rolle zu. Im März 2012 stellte Murillo gegenüber internationalen Medienvertretern klar, dass es in Kuba lediglich „Aktualisierungen des Wirtschaftmodells“, jedoch keine politischen Reformen geben werde, nachdem Papst Benedikt XVI. während seines Kuba-Besuchs eine Öffnung des Systems angeregt und kurz zuvor die marxistische Ideologie als für die Lösung aktueller Probleme nicht zeitgemäß bezeichnet hatte.
Seine zu diesem Zeitpunkt 24-jährige Tochter, Glenda Murillo Díaz, flüchtete im August 2012 via Mexiko in die USA.